# برنهارد یانچک
برنهارد یانچک (انگلیسی: Bernhard Janeczek؛ زادهٔ ۱۰ مارس ۱۹۹۲) بازیکن فوتبال اهل اتریش است.
از باشگاه‌هایی که در آن بازی کرده‌است می‌توان به باشگاه فوتبال رید، باشگاه فوتبال آدمیرا واکر مودلینگ، و باشگاه فوتبال بروسیا مونشن‌گلادباخ اشاره کرد.
وی همچنین در تیم‌های ملی فوتبال جوانان و زیر ۲۱ سال اتریش بازی کرده‌است.